# Banjarrejo (Kedungpring)
Banjarrejo is een bestuurslaag in het regentschap Lamongan van de provincie Oost-Java, Indonesië. Banjarrejo telt 1986 inwoners (volkstelling 2010).